# .lk
.lk este un domeniu de internet de nivel superior, pentru Sri Lanka (ccTLD).